# Raïon de Katav-Ivanovsk
Le raïon de Katav-Ivanovsk (en russe : Катав-Ивановский район, Katav-Ivanovski raïon) est un raïon municipal (territoire de municipalités) à l'ouest de l'oblast de Tcheliabinsk, en Russie. Son centre administratif est la ville de Katav-Ivanovsk.

## Géographie
La raïon s'étend sur 3 415 km2, dont 283 km2 de terres agricoles. Une partie de son territoire dépend de la réserve naturelle de l'Oural du Sud.
La grotte d'Ignatievka se trouve au bord de la rivière Sim à huit kilomètres du village de Serpievka.

## Histoire
Le raïon de Katav-Ivanovsk a été institué le 4 novembre 1926. Il est formé de neuf municipalités et de dix-neuf villages.

## Population
Le raïon de Katav-Ivanovsk compte 15 944 habitants en 2010.

## Économie
La région est essentiellement agricole avec des cultures d'avoine, d'orge et de blé et des élevages bovins pour la viande et le lait. On trouve toutefois une usine de ciment, une usine à bois. Il existe également des carrières de marbre et de marne.